# Руано Олива, Адриана
Адриана Руано Олива (исп. Adriana Ruano Oliva; род. 26 июня 1995 года, Гватемала) — гватемальская гимнастка и спортивный стрелок, победительница Олимпийских игр 2024 года в Париже в трапе. Первая олимпийская чемпионка в истории своей страны.

## Биография
Первоначально серьезно занималась спортивной гимнастикой. В этом виде Руано добилась серьезных успехов. В 2011 году она выполнила квалификационный норматив для участия в Олимпийских играх в Лондоне. Однако из-за серьезной травмы спины (повреждения шести позвонков) спортсменка не поехала на Олимпиаду и завершила карьеру. Проблемы со здоровьем не вынудили отказаться Руано от олимпийской мечты. Она сменила вид и перешла в стрелковый спорт. Она отобралась в нем на игры в играми в Токио, перед которыми Адриана потеряла своего отца. На дебютной Олимпиаде она заняла 26 место в трапе.
В 2023 году, после победы на Панамериканских играх, Руано отобралась на свои вторые игры. Результат в Париже превзошел все ожидания: спортсменка одержала победу в трапе с результатом 45 баллов, благодаря которому она установила олимпийский рекорд. Тем самым Адриана стала первой Олимпийской чемпионкой в истории Гватемалы. Награда Руано стала всего третьей для ее страны. Причем днем ранее первую олимпийскую гватемальскую бронзу в мужском трапе принес ее соотечественник Жан-Пьер Броль.

## Выступления на Олимпийских играх
| Игры       | Дисциплина | Место |
| ---------- | ---------- | ----- |
| Токио 2020 | Трап       | 26    |
| Париж 2024 | Трап       | 1     |